# Romaric Kablan
Bosson Kablan Romaric (sinh ngày 12 tháng 4 năm 1988) hay đơn giản Romaric, là một cầu thủ bóng đá người Bờ Biển Ngà thi đấu cho C.D. Aves, ở vị trí Hậu vệ.